# Европско првенство у ватерполу 2012.
Европско првенство у ватерполу 2012. је било 30. Европско првенство, које се одржало у Ајндховену, Холандија од 16. до 29. јануара 2012. године. Такмичење је померено у јануар због Летњих олимпијских игара 2012.
Утакмице су игране на пливалишту Петер ван ден Хугенбанд.
На првенству је учествовало 12 репрезентација подељених у две групе, а играло се по једноструком лига систему (свако са сваким једну утакмицу). Победници група су директно ишли у полуфинале, а другопласиране и трећепласиране екипе су играле четвртфинале.
Титулу европског првака освојила је Србија, која је у финалу савладала Црну Гору. Бранилац титуле је била Хрватска.

## Квалификације

### Систем
| Датум                    | Такмичење                            | Исход                                   |
| ------------------------ | ------------------------------------ | --------------------------------------- |
| август - септембар 2010. | Европско првенство у ватерполу 2010. | Пет директно квалификованих             |
| октобар 2010 - јул 2011. | Групна фаза (6)                      | Прве две иду у други круг квалификација |
| октобар 2011             | Други круг квалификације             | Шест квалификованих                     |

### Директно квалификоване репрезентације
Холандија (домаћин) 

 Хрватска (првак, Европско првенство у ватерполу 2010.) 

 Италија (финалиста, Европско првенство у ватерполу 2010.) 

 Србија (3. место, Европско првенство у ватерполу 2010.) 

 Мађарска (4. место, Европско првенство у ватерполу 2010.) 

 Црна Гора (5. место, Европско првенство у ватерполу 2010.)

### Групна фаза

#### Жреб
| Група 1            |                                                 |
| ------------------ | ----------------------------------------------- |
| Немачка            | 6. место, Европско првенство у ватерполу 2010.  |
| Румунија           | 7. место, Европско првенство у ватерполу 2010.  |
| Шпанија            | 8. место, Европско првенство у ватерполу 2010.  |
| Грчка              | 9. место, Европско првенство у ватерполу 2010.  |
| Турска             | 10. место, Европско првенство у ватерполу 2010. |
| Русија             | 11. место, Европско првенство у ватерполу 2010. |
| Група 2            |                                                 |
| Северна Македонија | 12. место, Европско првенство у ватерполу 2010. |
| Француска          | учесник квалификационог турнира 2010.           |
| Велика Британија   | учесник квалификационог турнира 2010.           |
| Малта              | учесник квалификационог турнира 2010.           |
| Словенија          | учесник квалификационог турнира 2010.           |
| Словачка           | учесник квалификационог турнира 2010.           |
| Група 3            |                                                 |
| Белорусија         | учесник првенства Б дивизије 2009.              |
| Грузија            | учесник првенства Б дивизије 2009.              |
| Пољска             | учесник првенства Б дивизије 2009.              |
| Швајцарска         | учесник првенства Б дивизије 2009.              |
| Украјина           | учесник првенства Б дивизије 2009.              |
| Група 4            |                                                 |
| Бугарска           |                                                 |
| Израел             |                                                 |
| Португалија        |                                                 |

#### Групе
| Група А | Група Б     | Група Ц            | Група Д    | Група Е          | Група Ф  |
| ------- | ----------- | ------------------ | ---------- | ---------------- | -------- |
| Турска  | Немачка     | Шпанија            | Русија     | Грчка            | Румунија |
| Малта   | Словенија   | Северна Македонија | Француска  | Велика Британија | Словачка |
| Пољска  | Португалија | Белорусија         | Швајцарска | Грузија          | Украјина |
|         | Бугарска    |                    |            |                  | Израел   |

#### Група A
| 30. октобар 2010 16:30 | Детаљи | Малта                                        | 7 : 3 | Пољска | Малта |
| 30. октобар 2010 16:30 | Детаљи | Резултати по четвртинама: 1–1, 2–1, 1–1, 3–0 |       |        | Малта |

| 20. новембар 2010 19:00 | Детаљи | Турска                                       | 15 : 3 | Малта | Истанбул |
| 20. новембар 2010 19:00 | Детаљи | Резултати по четвртинама: 2–1, 4–1, 4–0, 5–1 |        |       | Истанбул |

| 30. март 2011 17:00 | Детаљи | Пољска                                       | 4 : 10 | Турска | Гливице |
| 30. март 2011 17:00 | Детаљи | Резултати по четвртинама: 2–2, 1–2, 0–2, 1–5 |        |        | Гливице |

| 11. мај 2011 20:00 | Детаљи | Турска                                       | 10 : 5 | Пољска | Истанбул |
| 11. мај 2011 20:00 | Детаљи | Резултати по четвртинама: 3–1, 2–0, 3–2, 2–2 |        |        | Истанбул |

| Репрезентација | Ут. | Поб. | Н. | Пор. | Пос. | При. | РП  | Бод. |
| -------------- | --- | ---- | -- | ---- | ---- | ---- | --- | ---- |
| Турска         | 3   | 3    | 0  | 0    | 35   | 12   | +23 | 9    |
| Малта          | 2   | 1    | 0  | 1    | 10   | 18   | −8  | 3    |
| Пољска         | 3   | 0    | 0  | 3    | 12   | 27   | −15 | 0    |

#### Група Б
| 30. октобар 2010 18:00 | Детаљи | Португалија                                  | 7 : 15 | Немачка | Порто |
| 30. октобар 2010 18:00 | Детаљи | Резултати по четвртинама: 1–5, 1–5, 3–3, 2–2 |        |         | Порто |

| 30. октобар 2010 18:00 | Детаљи | Словенија                                    | 31 : 5 | Бугарска | Копер |
| 30. октобар 2010 18:00 | Детаљи | Резултати по четвртинама: 7–2, 9–1, 7–0, 8–2 |        |          | Копер |

| 20. новембар 2010 18:00 | Детаљи | Бугарска                                     | 2 : 12 | Португалија | Софија |
| 20. новембар 2010 18:00 | Детаљи | Резултати по четвртинама: 1–4, 0–2, 1–2, 0–4 |        |             | Софија |

| 21. новембар 2010 14:00 | Детаљи | Немачка                                      | 21 : 11 | Словенија | Хановер |
| 21. новембар 2010 14:00 | Детаљи | Резултати по четвртинама: 5–4, 7–3, 3–1, 6–3 |         |           | Хановер |

| 30. март 2011 19:30 | Детаљи | Немачка                                      | 24 : 6 | Бугарска |  |
| 30. март 2011 19:30 | Детаљи | Резултати по четвртинама: 4–1, 9–1, 6–2, 5–2 |        |          |  |

| 30. март 2011 20:30 | Детаљи | Португалија                                  | 3 : 14 | Словенија | Порто |
| 30. март 2011 20:30 | Детаљи | Резултати по четвртинама: 0–7, 2–3, 0–2, 1–2 |        |           | Порто |

| 7. мај 2011 | Детаљи | Бугарска                                     | 2 : 19 | Немачка | Софија |
| 7. мај 2011 | Детаљи | Резултати по четвртинама: 0–5, 1–7, 1–4, 0–3 |        |         | Софија |

| 11. мај 2011 20:00 | Детаљи | Словенија                                    | 10 : 8 | Португалија | Крањ |
| 11. мај 2011 20:00 | Детаљи | Резултати по четвртинама: 4–3, 2–3, 2–1, 2–1 |        |             | Крањ |

| 18. јун 2011 18:00 | Детаљи | Португалија                                  | 11 : 8 | Бугарска |  |
| 18. јун 2011 18:00 | Детаљи | Резултати по четвртинама: 3–3, 3–1, 2–2, 3–2 |        |          |  |

| 18. јун 2011 20:00 | Детаљи | Словенија                                    | 7 : 7 | Немачка |  |
| 18. јун 2011 20:00 | Детаљи | Резултати по четвртинама: 2–1, 2–3, 2–1, 1–2 |       |         |  |

| Репрезентација | Ут. | Поб. | Н. | Пор. | Пос. | При. | РП  | Бод. |
| -------------- | --- | ---- | -- | ---- | ---- | ---- | --- | ---- |
| Немачка        | 5   | 4    | 1  | 0    | 86   | 33   | +53 | 13   |
| Словенија      | 5   | 3    | 1  | 1    | 73   | 44   | +29 | 10   |
| Португалија    | 5   | 2    | 0  | 3    | 41   | 49   | −8  | 6    |
| Бугарска       | 5   | 0    | 0  | 5    | 23   | 97   | −74 | 0    |

#### Група Ц
| 2. новембар 2010 20:45 | Детаљи | Шпанија                                      | 15 : 3 | Белорусија | Барселона |
| 2. новембар 2010 20:45 | Детаљи | Резултати по четвртинама: 2–1, 6–1, 3–0, 4–1 |        |            | Барселона |

| 5. децембар 2010. | Детаљи | Северна Македонија                           | 6 : 10 | Шпанија | Скопље |
| 5. децембар 2010. | Детаљи | Резултати по четвртинама: 3–4, 1–4, 1–1, 1–1 |        |         | Скопље |

| 30. март 2011 18:00 | Детаљи | Белорусија                                   | 6 : 9 | Северна Македонија | Минск |
| 30. март 2011 18:00 | Детаљи | Резултати по четвртинама: 3–3, 1–0, 1–3, 1–3 |       |                    | Минск |

| 11. мај 2011 20:00 | Детаљи | Северна Македонија                           | 15 : 7 | Белорусија | Скопље |
| 11. мај 2011 20:00 | Детаљи | Резултати по четвртинама: 2–1, 5–2, 5–2, 3–2 |        |            | Скопље |

| 15. јун 2011 20:15 | Детаљи | Шпанија                                      | 10 : 5 | Северна Македонија |  |
| 15. јун 2011 20:15 | Детаљи | Резултати по четвртинама: 2–2, 5–1, 1–1, 2–1 |        |                    |  |

| Репрезентација     | Ут. | Поб. | Н. | Пор. | Пос. | При. | РП  | Бод. |
| ------------------ | --- | ---- | -- | ---- | ---- | ---- | --- | ---- |
| Шпанија            | 3   | 3    | 0  | 0    | 35   | 14   | +21 | 9    |
| Северна Македонија | 4   | 2    | 0  | 2    | 35   | 33   | +2  | 6    |
| Белорусија         | 3   | 0    | 0  | 3    | 16   | 39   | −23 | 0    |

#### Група Д
| 20. октобар 2010 18:30 | Детаљи | Француска                                    | 33 : 2 | Швајцарска | Екс ле Бен |
| 20. октобар 2010 18:30 | Детаљи | Резултати по четвртинама: 9–0, 9–0, 8–1, 7–1 |        |            | Екс ле Бен |

| 20. новембар 2010 15:00 | Детаљи | Русија                                       | 23 : 4 | Швајцарска | Казањ |
| 20. новембар 2010 15:00 | Детаљи | Резултати по четвртинама: 7–1, 6–1, 6–0, 4–2 |        |            | Казањ |

| 30. март 2011 19:00 | Детаљи | Русија                                       | 8 : 8 | Француска |  |
| 30. март 2011 19:00 | Детаљи | Резултати по четвртинама: 2–1, 2–0, 3–4, 1–3 |       |           |  |

| 11. мај 2011 20:00 | Детаљи | Француска                                    | 11 : 10 | Русија | Ница |
| 11. мај 2011 20:00 | Детаљи | Резултати по четвртинама: 5–3, 1–2, 3–3, 2–2 |         |        | Ница |

| 18. јун 2011 20:00 | Детаљи | Швајцарска                                   | 8 : 25 | Русија |  |
| 18. јун 2011 20:00 | Детаљи | Резултати по четвртинама: 3–5, 3–9, 1–6, 1–5 |        |        |  |

| Репрезентација | Ут. | Поб. | Н. | Пор. | Пос. | При. | РП  | Бод. |
| -------------- | --- | ---- | -- | ---- | ---- | ---- | --- | ---- |
| Француска      | 3   | 2    | 1  | 0    | 52   | 20   | +32 | 7    |
| Русија         | 4   | 2    | 1  | 1    | 66   | 31   | +35 | 7    |
| Швајцарска     | 3   | 0    | 0  | 3    | 14   | 81   | −67 | 0    |

#### Група E
| 30 Oct 2010 18:30 | Детаљи | Грузија                                      | 9 : 3 | Велика Британија | Тбилиси |
| 30 Oct 2010 18:30 | Детаљи | Резултати по четвртинама: 5–1, 0–0, 1–2, 3–0 |       |                  | Тбилиси |

| 20 Nov 2010 15:00 | Детаљи | Велика Британија                             | 2 : 11 | Грчка | Манчестер |
| 20 Nov 2010 15:00 | Детаљи | Резултати по четвртинама: 0–4, 0–2, 1–3, 1–4 |        |       | Манчестер |

| 30 Mar 2011 21:00 | Детаљи | Грузија                                      | 8 : 11 | Грчка | Тбилиси |
| 30 Mar 2011 21:00 | Детаљи | Резултати по четвртинама: 3–3, 3–4, 1–3, 1–1 |        |       | Тбилиси |

| 11. мај 2011 20:30 | Детаљи | Грчка                                        | 16 : 6 | Грузија | Атина |
| 11. мај 2011 20:30 | Детаљи | Резултати по четвртинама: 1–2, 6–3, 5–0, 4–1 |        |         | Атина |

| 18. јун 2011. 19:00 | Детаљи | Грчка                                        | 14 : 4 | Велика Британија |  |
| 18. јун 2011. 19:00 | Детаљи | Резултати по четвртинама: 4–2, 2–0, 4–1, 4–1 |        |                  |  |

| Репрезентација   | Ут. | Поб. | Н. | Пор. | Пос. | При. | РП  | Бод. |
| ---------------- | --- | ---- | -- | ---- | ---- | ---- | --- | ---- |
| Грчка            | 4   | 4    | 0  | 0    | 54   | 20   | +34 | 12   |
| Грузија          | 3   | 1    | 0  | 2    | 23   | 30   | −7  | 3    |
| Велика Британија | 3   | 0    | 0  | 3    | 9    | 36   | −27 | 0    |

#### Група Ф
| 30. октобар 2010 18:00 | Детаљи | Словачка                                     | 18 : 9 | Украјина | Košice |
| 30. октобар 2010 18:00 | Детаљи | Резултати по четвртинама: 3–1, 5–3, 5–1, 6–4 |        |          | Košice |

| 30. октобар 2010 18:00 | Детаљи | Израел                                       | 4 : 14 | Румунија | Netanya |
| 30. октобар 2010 18:00 | Детаљи | Резултати по четвртинама: 2–3, 0–3, 2–3, 0–5 |        |          | Netanya |

| 20. новембар 2010 13:00 | Детаљи | Украјина                                     | 8 : 0 | Израел | Kiev |
| 20. новембар 2010 13:00 | Детаљи | Резултати по четвртинама: 2–0, 3–0, 2–0, 1–0 |       |        | Kiev |

| 20. новембар 2010 18:00 | Детаљи | Румунија                                     | 8 : 5 | Словачка | Oradea |
| 20. новембар 2010 18:00 | Детаљи | Резултати по четвртинама: 1–1, 2–1, 3–1, 2–2 |       |          | Oradea |

| 30. март 2011 19:00 | Детаљи | Украјина                                     | 6 : 19 | Румунија |  |
| 30. март 2011 19:00 | Детаљи | Резултати по четвртинама: 2–3, 0–4, 3–7, 1–5 |        |          |  |

| 30. март 2011 20:45 | Детаљи | Израел                                       | 6 : 18 | Словачка | Netanya |
| 30. март 2011 20:45 | Детаљи | Резултати по четвртинама: 2–3, 1–8, 3–2, 0–5 |        |          | Netanya |

| 11. мај 2011 18:00 | Детаљи | Словачка                                     | 24 : 3 | Израел | Košice |
| 11. мај 2011 18:00 | Детаљи | Резултати по четвртинама: 5–1, 6–0, 6–1, 7–1 |        |        | Košice |

| 11. мај 2011 18:00 | Детаљи | Румунија                                     | 18 : 3 | Украјина | Oradea |
| 11. мај 2011 18:00 | Детаљи | Резултати по четвртинама: 4–0, 4–0, 3–2, 7–1 |        |          | Oradea |

| 18. јун 2011 17:45 | Детаљи | Израел                                       | 5 : 11 | Украјина |  |
| 18. јун 2011 17:45 | Детаљи | Резултати по четвртинама: 2–1, 0–3, 2–2, 1–5 |        |          |  |

| 18. јун 2011 18:00 | Детаљи | Словачка                                     | 7 : 7 | Румунија | Košice |
| 18. јун 2011 18:00 | Детаљи | Резултати по четвртинама: 1–3, 4–1, 1–1, 1–2 |       |          | Košice |

| Репрезентација | Ут. | Поб. | Н. | Пор. | Пос. | При. | РП  | Бод. |
| -------------- | --- | ---- | -- | ---- | ---- | ---- | --- | ---- |
| Румунија       | 5   | 4    | 1  | 0    | 66   | 25   | +41 | 13   |
| Словачка       | 5   | 3    | 1  | 1    | 72   | 33   | +39 | 10   |
| Украјина       | 5   | 2    | 0  | 3    | 37   | 60   | −23 | 6    |
| Израел         | 5   | 0    | 0  | 5    | 18   | 75   | −57 | 0    |

### Додатне квалификације
12 квалификованих екипа:
| - Немачка · - Румунија · - Шпанија · - Грчка · - Турска · - Русија · |  | - Северна Македонија · - Француска · - Малта · - Словенија · - Словачка · - Грузија |

## Земље учеснице
| Група A - Република Македонија - Грчка - Мађарска - Италија - Холандија - Турска | Група Б - Србија - Немачка - Румунија - Хрватска - Црна Гора - Шпанија |

## Група А
| 16. јануар 2012. 13:00 | Детаљи | Северна Македонија                           | 16 : 4  | Турска   | Гледалаца: 150 Судије: Голијанин (СРБ), Техидо (ШПА) |
| 16. јануар 2012. 13:00 | Детаљи | Резултати по четвртинама: 3:1, 2:0, 6:0, 5-3 |         |          | Гледалаца: 150 Судије: Голијанин (СРБ), Техидо (ШПА) |
| 16. јануар 2012. 13:00 | Детаљи | Ранџић, Летица 4                             | Стрелци | Хантал 3 | Гледалаца: 150 Судије: Голијанин (СРБ), Техидо (ШПА) |

| 16. јануар 2012. 19:45 | Report | Грчка                                        | 14 : 12 | Холандија   | Ајндховен Гледалаца: 800 Судије: Шпигел (НЕМ), Александреску (РУМ) |
| 16. јануар 2012. 19:45 | Report | Резултати по четвртинама: 4–3, 5–3, 2–3, 3–3 |         |             | Ајндховен Гледалаца: 800 Судије: Шпигел (НЕМ), Александреску (РУМ) |
| 16. јануар 2012. 19:45 | Report | Миралис 4                                    | Стрелци | Готемакер 3 | Ајндховен Гледалаца: 800 Судије: Шпигел (НЕМ), Александреску (РУМ) |

| 16. јануар 2012. 21:15 | Детаљи | Мађарска                                     | 12 : 8  | Италија           | Ајндховен Гледалаца: 750 Судије: Буш (ШПА), Бргуљан (ЦГ) |
| 16. јануар 2012. 21:15 | Детаљи | Резултати по четвртинама: 2–3, 5–0, 4–3, 1–2 |         |                   | Ајндховен Гледалаца: 750 Судије: Буш (ШПА), Бргуљан (ЦГ) |
| 16. јануар 2012. 21:15 | Детаљи | Киш, Сивош, Штајнмец, Харај 2                | Стрелци | Фиљоли, Аикарди 2 | Ајндховен Гледалаца: 750 Судије: Буш (ШПА), Бргуљан (ЦГ) |

| 17. јануар 2012. 13:00 | Детаљи | Северна Македонија                           | 6 : 10  | Грчка     | Ајндховен Гледалаца: 250 Судије: Корзна (ПОЉ), Техидо (ШПА) |
| 17. јануар 2012. 13:00 | Детаљи | Резултати по четвртинама: 0–2, 1–3, 1–1, 4–4 |         |           | Ајндховен Гледалаца: 250 Судије: Корзна (ПОЉ), Техидо (ШПА) |
| 17. јануар 2012. 13:00 | Детаљи | Мишић 2                                      | Стрелци | Миралис 4 | Ајндховен Гледалаца: 250 Судије: Корзна (ПОЉ), Техидо (ШПА) |

| 17. јануар 2012. 19:00 | Детаљи | Холандија                                    | 6 : 19  | Мађарска | Ајндховен Гледалаца: 900 Судије: Грандин (ФРА), Периш (ХРВ) |
| 17. јануар 2012. 19:00 | Детаљи | Резултати по четвртинама: 2–2, 1–4, 2–5, 1–8 |         |          | Ајндховен Гледалаца: 900 Судије: Грандин (ФРА), Периш (ХРВ) |
| 17. јануар 2012. 19:00 | Детаљи | Крамер, Готемакер 2                          | Стрелци | Киш 5    | Ајндховен Гледалаца: 900 Судије: Грандин (ФРА), Периш (ХРВ) |

| 17. јануар 2012. 20:30 | Детаљи | Турска                                       | 7 : 24  | Италија   | Ајндховен Гледалаца: 300 Судије: Голијанин (СРБ), Левин (ИЗР) |
| 17. јануар 2012. 20:30 | Детаљи | Резултати по четвртинама: 2–7, 1–4, 3–6, 1-7 |         |           | Ајндховен Гледалаца: 300 Судије: Голијанин (СРБ), Левин (ИЗР) |
| 17. јануар 2012. 20:30 | Детаљи | Окман 3                                      | Стрелци | Ајкарди 4 | Ајндховен Гледалаца: 300 Судије: Голијанин (СРБ), Левин (ИЗР) |

| 19. јануар 2012. 13:00 | Детаљи | Мађарска                                     | 14 : 9  | Северна Македонија | Ајндховен Гледалаца: 350 Судије: Александреску (ГРЧ), Бргуљан (ЦГ) |
| 19. јануар 2012. 13:00 | Детаљи | Резултати по четвртинама: 4-2, 4-4, 2-1, 4-2 |         |                    | Ајндховен Гледалаца: 350 Судије: Александреску (ГРЧ), Бргуљан (ЦГ) |
| 19. јануар 2012. 13:00 | Детаљи | Варга, Мадараш 3                             | Стрелци | Калинић 2          | Ајндховен Гледалаца: 350 Судије: Александреску (ГРЧ), Бргуљан (ЦГ) |

| 19. јануар 2012. 14:30 | Детаљи | Грчка                                        | 20 : 2  | Турска    | Ајндховен Гледалаца: 250 Судије: Периш (ХРВ), Детко (ВБР) |
| 19. јануар 2012. 14:30 | Детаљи | Резултати по четвртинама: 1-0, 6-0, 4-2, 9-0 |         |           | Ајндховен Гледалаца: 250 Судије: Периш (ХРВ), Детко (ВБР) |
| 19. јануар 2012. 14:30 | Детаљи | Миралис 4                                    | Стрелци | Кагатај 2 | Ајндховен Гледалаца: 250 Судије: Периш (ХРВ), Детко (ВБР) |

| 19. јануар 2012. 19:00 | Детаљи | Италија                                      | 14 : 6  | Холандија                  | Ајндховен Гледалаца: 1.200 Судије: Буш (ШПА), Шпигел (НЕМ) |
| 19. јануар 2012. 19:00 | Детаљи | Резултати по четвртинама: 3-2, 4-2, 5-1, 2-1 |         |                            | Ајндховен Гледалаца: 1.200 Судије: Буш (ШПА), Шпигел (НЕМ) |
| 19. јануар 2012. 19:00 | Детаљи | Гиоргети 5                                   | Стрелци | Крамер, Кагатај, Спијкер 2 | Ајндховен Гледалаца: 1.200 Судије: Буш (ШПА), Шпигел (НЕМ) |

| 21. јануар 2012. 14:30 | Детаљи | Северна Македонија                           | 5 : 15  | Италија  | Ајндховен Гледалаца: 950 Судије: Бргуљан (ЦГ), Периш (ХРВ) |
| 21. јануар 2012. 14:30 | Детаљи | Резултати по четвртинама: 2-3, 1-2, 1-5, 1-5 |         |          | Ајндховен Гледалаца: 950 Судије: Бргуљан (ЦГ), Периш (ХРВ) |
| 21. јануар 2012. 14:30 | Детаљи | Мишић, Димовски, Ранџић, Петровић, Летица 1  | Стрелци | Фиљоли 4 | Ајндховен Гледалаца: 950 Судије: Бргуљан (ЦГ), Периш (ХРВ) |

| 21. јануар 2012. 16:00 | Детаљи | Турска                                       | 7 : 12  | Холандија | Ајндховен Гледалаца: 1.500 Судије: Шпигел (НЕМ), Техидо (ШПА) |
| 21. јануар 2012. 16:00 | Детаљи | Резултати по четвртинама: 2-3, 3-6, 2-2, 0-1 |         |           | Ајндховен Гледалаца: 1.500 Судије: Шпигел (НЕМ), Техидо (ШПА) |
| 21. јануар 2012. 16:00 | Детаљи | Ханатал 3                                    | Стрелци | Геритс 4  | Ајндховен Гледалаца: 1.500 Судије: Шпигел (НЕМ), Техидо (ШПА) |

| 21. јануар 2012. 19:00 | Детаљи | Грчка                                        | 7 : 9   | Мађарска     | Ајндховен Гледалаца: 1.200 Судије: Буш (ШПА), Голијанин (СРБ) |
| 21. јануар 2012. 19:00 | Детаљи | Резултати по четвртинама: 1-2, 2-4, 3-2, 1-1 |         |              | Ајндховен Гледалаца: 1.200 Судије: Буш (ШПА), Голијанин (СРБ) |
| 21. јануар 2012. 19:00 | Детаљи | Теодопулос 3                                 | Стрелци | Киш, Бирош 2 | Ајндховен Гледалаца: 1.200 Судије: Буш (ШПА), Голијанин (СРБ) |

| 23. јануар 2012. 14:30 | Детаљи | Турска                                       | 2 : 22  | Мађарска | Ајндховен Гледалаца: 250 Судије: Маус (НЕМ), Детко (ВБР) |
| 23. јануар 2012. 14:30 | Детаљи | Резултати по четвртинама: 0-6, 1-6, 0-4, 1-6 |         |          | Ајндховен Гледалаца: 250 Судије: Маус (НЕМ), Детко (ВБР) |
| 23. јануар 2012. 14:30 | Детаљи | Ханатал 2                                    | Стрелци | Хараи 4  | Ајндховен Гледалаца: 250 Судије: Маус (НЕМ), Детко (ВБР) |

| 23. јануар 2012. 19:00 | Детаљи | Северна Македонија                           | 8 : 10  | Холандија | Ајндховен Судије: Буш (ШПА), Василеу (ГРЧ) |
| 23. јануар 2012. 19:00 | Детаљи | Резултати по четвртинама: 4-2, 0-2, 2-3, 2-3 |         |           | Ајндховен Судије: Буш (ШПА), Василеу (ГРЧ) |
| 23. јануар 2012. 19:00 | Детаљи | Калинић 4                                    | Стрелци | Геритс 5  | Ајндховен Судије: Буш (ШПА), Василеу (ГРЧ) |

| 23. јануар 2012. 20:30 | Детаљи | Италија                                      | 10 : 7  | Грчка              | Ајндховен Гледалаца: 1.000 Судије: Коризна (ПОЉ), Коганов (АЗЕ) |
| 23. јануар 2012. 20:30 | Детаљи | Резултати по четвртинама: 2-3, 5-1, 1-2, 2-1 |         |                    | Ајндховен Гледалаца: 1.000 Судије: Коризна (ПОЉ), Коганов (АЗЕ) |
| 23. јануар 2012. 20:30 | Детаљи | Фиљоли, Ђорђети 2                            | Стрелци | Миралис, Нтоскас 3 | Ајндховен Гледалаца: 1.000 Судије: Коризна (ПОЉ), Коганов (АЗЕ) |

|    | Репрезентација     | Ут. | Поб. | Н. | Пор. | Пос. | При. | РП  | Бод. |
| -- | ------------------ | --- | ---- | -- | ---- | ---- | ---- | --- | ---- |
| 1. | Мађарска           | 5   | 5    | 0  | 0    | 76   | 32   | +44 | 15   |
| 2. | Италија            | 5   | 4    | 0  | 1    | 71   | 37   | +34 | 12   |
| 3. | Грчка              | 5   | 3    | 0  | 2    | 58   | 39   | +19 | 9    |
| 4. | Холандија          | 5   | 2    | 0  | 3    | 36   | 54   | −18 | 6    |
| 5. | Северна Македонија | 5   | 1    | 0  | 4    | 36   | 43   | +7  | 3    |
| 6. | Турска             | 5   | 0    | 0  | 5    | 22   | 93   | −71 | 0    |

## Група Б
| 16. јануар 2012. 14:30 | Детаљи | Хрватска                                     | 10 : 7  | Румунија    | Ајндховен Гледалаца: 250 Судије: Гомез ИТА, Тајлан ТУР |
| 16. јануар 2012. 14:30 | Детаљи | Резултати по четвртинама: 2-1, 3-2, 2-1, 3-3 |         |             | Ајндховен Гледалаца: 250 Судије: Гомез ИТА, Тајлан ТУР |
| 16. јануар 2012. 14:30 | Детаљи | Бошковић 3                                   | Стрелци | Герогеску 2 | Ајндховен Гледалаца: 250 Судије: Гомез ИТА, Тајлан ТУР |

| 16. јануар 2012. 16:00 | Детаљи | Немачка                                      | 7 : 13  | Црна Гора    | Ајндховен Гледалаца: 350 Судије: Левин ИЗР, Садеков РУС |
| 16. јануар 2012. 16:00 | Детаљи | Резултати по четвртинама: 1:4, 2:1, 2:3, 2:5 |         |              | Ајндховен Гледалаца: 350 Судије: Левин ИЗР, Садеков РУС |
| 16. јануар 2012. 16:00 | Детаљи | Шилер 3                                      | Стрелци | М. Јановић 5 | Ајндховен Гледалаца: 350 Судије: Левин ИЗР, Садеков РУС |

| 16. јануар 2012. 17:30 | Детаљи | Србија                                       | 8 : 5   | Шпанија | Ајндховен Гледалаца: 500 Судије: Корузна ПОЉ, Василеу ГРЧ |
| 16. јануар 2012. 17:30 | Детаљи | Резултати по четвртинама: 1-0, 2-3, 3-1, 2-1 |         |         | Ајндховен Гледалаца: 500 Судије: Корузна ПОЉ, Василеу ГРЧ |
| 16. јануар 2012. 17:30 | Детаљи | Удовичић 3                                   | Стрелци | Пероне  | Ајндховен Гледалаца: 500 Судије: Корузна ПОЉ, Василеу ГРЧ |

| 17. јануар 2012. 14:30 | Детаљи | Србија                                       | 13 : 12 | Немачка  | Ајндховен Гледалаца: 550 Судије: Коганов АЗЕ, Вогел МАЂ |
| 17. јануар 2012. 14:30 | Детаљи | Резултати по четвртинама: 2-3, 5-2, 4-4, 3-2 |         |          | Ајндховен Гледалаца: 550 Судије: Коганов АЗЕ, Вогел МАЂ |
| 17. јануар 2012. 14:30 | Детаљи | Пијетловић 4                                 | Стрелци | Полице 4 | Ајндховен Гледалаца: 550 Судије: Коганов АЗЕ, Вогел МАЂ |

| 17. јануар 2012. 16:00 | Детаљи | Шпанија                                      | 12 : 10 | Румунија                      | Ајндховен Гледалаца: 400 Судије: Бианки ИТА, Бервотс ХОЛ |
| 17. јануар 2012. 16:00 | Детаљи | Резултати по четвртинама: 4–4, 3–3, 3–2, 2–1 |         |                               | Ајндховен Гледалаца: 400 Судије: Бианки ИТА, Бервотс ХОЛ |
| 17. јануар 2012. 16:00 | Детаљи | Маларах 4                                    | Стрелци | Раду, Негреан, Матеј Гујман 2 | Ајндховен Гледалаца: 400 Судије: Бианки ИТА, Бервотс ХОЛ |

| 17. јануар 2012. 17:30 | Детаљи | Црна Гора                                    | 8 : 10  | Хрватска | Ајндховен Гледалаца: 650 Судије: Василеу ГРЧ, Садеков РУС |
| 17. јануар 2012. 17:30 | Детаљи | Резултати по четвртинама: 2–3, 3–2, 3–3, 0–2 |         |          | Ајндховен Гледалаца: 650 Судије: Василеу ГРЧ, Садеков РУС |
| 17. јануар 2012. 17:30 | Детаљи | Радовић, Злоковић, Гојковић 2                | Стрелци | Добуд 3  | Ајндховен Гледалаца: 650 Судије: Василеу ГРЧ, Садеков РУС |

| 19. јануар 2012. 16:00 | Детаљи | Немачка                                      | 16 : 10 | Шпанија  | Ајндховен Гледалаца: 650 Судије: Фекете МАЂ, Корузна ПОЉ |
| 19. јануар 2012. 16:00 | Детаљи | Резултати по четвртинама: 4–2, 5–4, 4–2, 3–2 |         |          | Ајндховен Гледалаца: 650 Судије: Фекете МАЂ, Корузна ПОЉ |
| 19. јануар 2012. 16:00 | Детаљи | Полице, Кројцман 4                           | Стрелци | Пероне 3 | Ајндховен Гледалаца: 650 Судије: Фекете МАЂ, Корузна ПОЉ |

| 19. јануар 2012. 17:30 | Детаљи | Хрватска                                     | 12 : 15 | Србија     | Ајндховен Гледалаца: 1.200 Судије: Бианки ИТА, Левин ИЗР |
| 19. јануар 2012. 17:30 | Детаљи | Резултати по четвртинама: 2–2, 4–6, 3–3, 3–4 |         |            | Ајндховен Гледалаца: 1.200 Судије: Бианки ИТА, Левин ИЗР |
| 19. јануар 2012. 17:30 | Детаљи | Сукно 4                                      | Стрелци | Удовичић 3 | Ајндховен Гледалаца: 1.200 Судије: Бианки ИТА, Левин ИЗР |

| 19. јануар 2012. 20:30 | Детаљи | Румунија                                     | 8 : 11  | Црна Гора    | Ајндховен Гледалаца: 400 Судије: Тајлан ТУР, Гомез ИТА |
| 19. јануар 2012. 20:30 | Детаљи | Резултати по четвртинама: 2-5, 2-3, 1-1, 3-2 |         |              | Ајндховен Гледалаца: 400 Судије: Тајлан ТУР, Гомез ИТА |
| 19. јануар 2012. 20:30 | Детаљи | Гибан 3                                      | Стрелци | М. Јановић 3 | Ајндховен Гледалаца: 400 Судије: Тајлан ТУР, Гомез ИТА |

| 21. јануар 2012. 13:00 | Детаљи | Србија                                       | 14 : 5  | Румунија        | Ајндховен Гледалаца: 700 Судије: Тајлан ТУР, Корузна ПОЉ |
| 21. јануар 2012. 13:00 | Детаљи | Резултати по четвртинама: 3–0, 4–0, 3–1, 4–4 |         |                 | Ајндховен Гледалаца: 700 Судије: Тајлан ТУР, Корузна ПОЉ |
| 21. јануар 2012. 13:00 | Детаљи | Пијетловић 4                                 | Стрелци | Диакону Јосеп 2 | Ајндховен Гледалаца: 700 Судије: Тајлан ТУР, Корузна ПОЉ |

| 21. јануар 2012. 17:30 | Детаљи | Шпанија                                      | 10 : 10 | Црна Гора    | Ајндховен Гледалаца: 900 Судије: Коганов АЗЕ, Левин ИЗР |
| 21. јануар 2012. 17:30 | Детаљи | Резултати по четвртинама: 1–2, 4–3, 3–3, 2–2 |         |              | Ајндховен Гледалаца: 900 Судије: Коганов АЗЕ, Левин ИЗР |
| 21. јануар 2012. 17:30 | Детаљи | Еспањол 4                                    | Стрелци | Н. Јановић 4 | Ајндховен Гледалаца: 900 Судије: Коганов АЗЕ, Левин ИЗР |

| 21. јануар 2012. 20:30 | Детаљи | Немачка                                      | 10 : 9  | Хрватска | Ајндховен Гледалаца: 900 Судије: Ставридис ГРЧ, Вогел МАЂ |
| 21. јануар 2012. 20:30 | Детаљи | Резултати по четвртинама: 3-1, 4-2, 1-2, 2-4 |         |          | Ајндховен Гледалаца: 900 Судије: Ставридис ГРЧ, Вогел МАЂ |
| 21. јануар 2012. 20:30 | Детаљи | Стам 4                                       | Стрелци | Сукно 3  | Ајндховен Гледалаца: 900 Судије: Ставридис ГРЧ, Вогел МАЂ |

| 23. јануар 2012. 13:00 | Детаљи | Хрватска                                     | 11 : 10 | Шпанија         | Ајндховен Гледалаца: 450 Судије: Фекете МАЂ, Тајлан ТУР |
| 23. јануар 2012. 13:00 | Детаљи | Резултати по четвртинама: 1-3, 5-1, 3-1, 2-5 |         |                 | Ајндховен Гледалаца: 450 Судије: Фекете МАЂ, Тајлан ТУР |
| 23. јануар 2012. 13:00 | Детаљи | Добуд, Муслим, Сукно, Барач, Обрадовић 2     | Стрелци | Молина, Перез 3 | Ајндховен Гледалаца: 450 Судије: Фекете МАЂ, Тајлан ТУР |

| 23. јануар 2012. 16:00 | Детаљи | Србија                                       | 7 : 11  | Црна Гора            | Ајндховен Гледалаца: 750 Судије: Ставридис ГРЧ, Левин ИЗР |
| 23. јануар 2012. 16:00 | Детаљи | Резултати по четвртинама: 2-3, 1-3, 4-3, 0-2 |         |                      | Ајндховен Гледалаца: 750 Судије: Ставридис ГРЧ, Левин ИЗР |
| 23. јануар 2012. 16:00 | Детаљи | Гоцић, Пијетловић 2                          | Стрелци | М. Јановић, Ивовић 3 | Ајндховен Гледалаца: 750 Судије: Ставридис ГРЧ, Левин ИЗР |

| 23. јануар 2012. 17:30 | Детаљи | Румунија                                     | 9 : 10  | Немачка              | Ајндховен Гледалаца: 800 Судије: Гомез ИТА, Бервотс ХОЛ |
| 23. јануар 2012. 17:30 | Детаљи | Резултати по четвртинама: 2–4, 3–2, 2–2, 2–2 |         |                      | Ајндховен Гледалаца: 800 Судије: Гомез ИТА, Бервотс ХОЛ |
| 23. јануар 2012. 17:30 | Детаљи | Диакону 3                                    | Стрелци | Полице, Стам, Олер 2 | Ајндховен Гледалаца: 800 Судије: Гомез ИТА, Бервотс ХОЛ |

|    | Репрезентација | Ут. | Поб. | Н. | Пор. | Пос. | При. | РП  | Бод. |
| -- | -------------- | --- | ---- | -- | ---- | ---- | ---- | --- | ---- |
| 1. | Србија         | 5   | 4    | 0  | 1    | 57   | 45   | +12 | 12   |
| 2. | Црна Гора      | 5   | 3    | 1  | 1    | 53   | 42   | +11 | 10   |
| 3. | Немачка        | 5   | 3    | 0  | 2    | 55   | 54   | +1  | 9    |
| 4. | Хрватска       | 5   | 3    | 0  | 2    | 52   | 50   | +2  | 9    |
| 5. | Шпанија        | 5   | 1    | 1  | 3    | 47   | 55   | −8  | 4    |
| 6. | Румунија       | 5   | 0    | 0  | 5    | 39   | 57   | −18 | 0    |

## Разигравање за пласман

### од 7. до 12. места
| 25. јануар 2012. 14:00 | Детаљи | Северна Македонија                           | 10 : 12 | Румунија         | Ајндховен Гледалаца: 200 Судије: Шпигел НЕМ, Вогел МАЂ |
| 25. јануар 2012. 14:00 | Детаљи | Резултати по четвртинама: 1-1, 3-4, 3-4, 3-3 |         |                  | Ајндховен Гледалаца: 200 Судије: Шпигел НЕМ, Вогел МАЂ |
| 25. јануар 2012. 14:00 | Детаљи | Ранџић 3                                     | Стрелци | Диакону, Кадар 3 | Ајндховен Гледалаца: 200 Судије: Шпигел НЕМ, Вогел МАЂ |

| 25. јануар 2012. 16:00 | Детаљи | Турска                                       | 4 : 16  | Шпанија  | Ајндховен Гледалаца: 500 Судије: Бервотс ХОЛ, Бианки ИТА |
| 25. јануар 2012. 16:00 | Детаљи | Резултати по четвртинама: 0-5, 3-4, 0-3, 1-4 |         |          | Ајндховен Гледалаца: 500 Судије: Бервотс ХОЛ, Бианки ИТА |
| 25. јануар 2012. 16:00 | Детаљи | Бијик, Кошкун, Хантал, Кагатај 1             | Стрелци | Пероне 4 | Ајндховен Гледалаца: 500 Судије: Бервотс ХОЛ, Бианки ИТА |

| 27. јануар 2012. 14:00 | Детаљи | Румунија                                                               | 16 : 15 | Хрватска | Ајндховен Гледалаца: 500 Судије: Бервотс ХОЛ, Стајковић МАК |
| 27. јануар 2012. 14:00 | Детаљи | Резултати по четвртинама: 4-2, 3-2, 2-1, 1-5 Продужетак: 0-1, 2-1; 4-3 |         |          | Ајндховен Гледалаца: 500 Судије: Бервотс ХОЛ, Стајковић МАК |
| 27. јануар 2012. 14:00 | Детаљи | Раду 4                                                                 | Стрелци | Сукно 5  | Ајндховен Гледалаца: 500 Судије: Бервотс ХОЛ, Стајковић МАК |

| 27. јануар 2012. 16:00 | Детаљи | Шпанија                                      | 14 : 9  | Холандија       | Ајндховен Гледалаца: 1.500 Судије: Бианки ИТА, Василеу ГРЧ |
| 27. јануар 2012. 16:00 | Детаљи | Резултати по четвртинама: 6–3, 4–0, 2–4, 2–2 |         |                 | Ајндховен Гледалаца: 1.500 Судије: Бианки ИТА, Василеу ГРЧ |
| 27. јануар 2012. 16:00 | Детаљи | Гарсија 5                                    | Стрелци | Ларс Готмакер 4 | Ајндховен Гледалаца: 1.500 Судије: Бианки ИТА, Василеу ГРЧ |

За 11. место
| 27. јануар 2012. 12:00 | Детаљи | Северна Македонија                           | 9 : 7   | Турска          | Ајндховен Гледалаца: 200 Судије: Дутилх ХОЛ, Садеков РУС |
| 27. јануар 2012. 12:00 | Детаљи | Резултати по четвртинама: 3–1, 2–2, 2–1, 2–3 |         |                 | Ајндховен Гледалаца: 200 Судије: Дутилх ХОЛ, Садеков РУС |
| 27. јануар 2012. 12:00 | Детаљи | Вуксановић, Димовски, Ранџић 2               | Стрелци | Хантал, Окман 3 | Ајндховен Гледалаца: 200 Судије: Дутилх ХОЛ, Садеков РУС |

За 9. место
| 28. јануар 2012. 9:00 | Детаљи | Хрватска                                     | 16 : 4  | Холандија | Ајндховен Гледалаца: 1.200 Судије: Тајлан ТУР, Вогел МАЂ |
| 28. јануар 2012. 9:00 | Детаљи | Резултати по четвртинама: 2–1, 5–1, 4–2, 5–0 |         |           | Ајндховен Гледалаца: 1.200 Судије: Тајлан ТУР, Вогел МАЂ |
| 28. јануар 2012. 9:00 | Детаљи | Сукно 5                                      | Стрелци | Герице 2  | Ајндховен Гледалаца: 1.200 Судије: Тајлан ТУР, Вогел МАЂ |

За 7. место
| 28. јануар 2012. 10:30 | Детаљи | Румунија                                     | 8 : 9   | Шпанија  | Ајндховен Гледалаца: 900 Судије: Шпигел НЕМ, Василеу ГРЧ |
| 28. јануар 2012. 10:30 | Детаљи | Резултати по четвртинама: 1–2, 1–2, 3–1, 3–4 |         |          | Ајндховен Гледалаца: 900 Судије: Шпигел НЕМ, Василеу ГРЧ |
| 28. јануар 2012. 10:30 | Детаљи | Раду 3                                       | Стрелци | Мингел 6 | Ајндховен Гледалаца: 900 Судије: Шпигел НЕМ, Василеу ГРЧ |

## Финална рунда
|  | Полуфинале | Полуфинале |             |    | Финале | Финале |
|  |            |            |             |    |        |        |
|  | 27. јануар |            |             |    |        |        |
|  |            |            |             |    |        |        |
|  | Италија    | 8          |             |    |        |        |
|  | Италија    | 8          | 29. јануар  |    |        |        |
|  | Србија     | 12         |             |    |        |        |
|  | Србија     | 12         | Србија      | 9  |        |        |
|  | 27. јануар |            | Србија      | 9  |        |        |
|  |            | Црна Гора  | 8           |    |        |        |
|  | Црна Гора  | Црна Гора  | 8           | 14 |        |        |
|  | Црна Гора  |            |             | 14 |        |        |
|  | Мађарска   | 13         |             |    |        |        |
|  | Мађарска   | 13         | За 3. место |    |        |        |
|  |            |            |             |    |        |        |
|  | 29. јануар |            |             |    |        |        |
|  |            |            |             |    |        |        |
|  | Италија    | 9          |             |    |        |        |
|  | Италија    | 9          |             |    |        |        |
|  | Мађарска   | 12         |             |    |        |        |

### Четвртина финала
| 25. јануар 2012. 18:00 | Детаљи | Италија                                      | 9 : 4   | Немачка | Ајндховен Гледалаца: 1.000 Судије: Левин ИЗР, Ставридис ГРЧ |
| 25. јануар 2012. 18:00 | Детаљи | Резултати по четвртинама: 2-1, 3-2, 3-1, 1-0 |         |         | Ајндховен Гледалаца: 1.000 Судије: Левин ИЗР, Ставридис ГРЧ |
| 25. јануар 2012. 18:00 | Детаљи | Прешути 3                                    | Стрелци | Оелер 3 | Ајндховен Гледалаца: 1.000 Судије: Левин ИЗР, Ставридис ГРЧ |

| 25. јануар 2012. 20:00 | Детаљи | Грчка                                        | 9 : 11  | Црна Гора              | Ајндховен Гледалаца: 750 Судије: Корзина ПОЉ, Техидо ШПА |
| 25. јануар 2012. 20:00 | Детаљи | Резултати по четвртинама: 4–2, 2–4, 2–4, 1–1 |         |                        | Ајндховен Гледалаца: 750 Судије: Корзина ПОЉ, Техидо ШПА |
| 25. јануар 2012. 20:00 | Детаљи | Миралис, Нтоскас 2                           | Стрелци | М. Јановић, Гојковић 3 | Ајндховен Гледалаца: 750 Судије: Корзина ПОЉ, Техидо ШПА |

### Полуфинале
| 27. јануар 2012. 18:00 | Детаљи | Италија                                      | 8 : 12  | Србија      | Ајндховен Гледалаца: 1.800 Судије: Левин ИЗР, Техидо ШПА |
| 27. јануар 2012. 18:00 | Детаљи | Резултати по четвртинама: 5-4, 1-4, 1-3, 1-1 |         |             | Ајндховен Гледалаца: 1.800 Судије: Левин ИЗР, Техидо ШПА |
| 27. јануар 2012. 18:00 | Детаљи | Гало 3                                       | Стрелци | Филиповић 3 | Ајндховен Гледалаца: 1.800 Судије: Левин ИЗР, Техидо ШПА |

| 27. јануар 2012. 20:00 | Детаљи | Црна Гора                                                         | 14 : 13 | Мађарска | Ајндховен Гледалаца: 1.900 Судије: Шпигел НЕМ, Корганов АЗЕ |
| 27. јануар 2012. 20:00 | Детаљи | Резултати по четвртинама: 2-2, 4-3, 4-3, 2-4 Продужетак: 1-1, 1-0 |         |          | Ајндховен Гледалаца: 1.900 Судије: Шпигел НЕМ, Корганов АЗЕ |
| 27. јануар 2012. 20:00 | Детаљи | М. Јановић 5                                                      | Стрелци | Киш 4    | Ајндховен Гледалаца: 1.900 Судије: Шпигел НЕМ, Корганов АЗЕ |

#### Утакмица за 5. место
| 28. јануар 2012. 12:00 | Детаљи | Немачка                                      | 9 : 6   | Грчка                                                               | Ајндховен Гледалаца: 1.200 Судије: Александреску РУМ, Фекете МАЂ |
| 28. јануар 2012. 12:00 | Детаљи | Резултати по четвртинама: 1-2, 2-1, 3-2, 3-1 |         |                                                                     | Ајндховен Гледалаца: 1.200 Судије: Александреску РУМ, Фекете МАЂ |
| 28. јануар 2012. 12:00 | Детаљи | Робинг 3                                     | Стрелци | Милонакис, Миралис, Теодоропулос, Афродакис, Фоунтоулис, Моурикис 1 | Ајндховен Гледалаца: 1.200 Судије: Александреску РУМ, Фекете МАЂ |

#### Утакмица за 3. место
| 29. јануар 2012. 13:30 | Детаљи | Италија                                      | 9 : 12  | Мађарска | Ајндховен Гледалаца: 2.000 Судије: Периш ХРВ, Александреску РУМ |
| 29. јануар 2012. 13:30 | Детаљи | Резултати по четвртинама: 1-1, 3-4, 4-1, 1-6 |         |          | Ајндховен Гледалаца: 2.000 Судије: Периш ХРВ, Александреску РУМ |
| 29. јануар 2012. 13:30 | Детаљи | Ђорђети, Гало, Прешути 2                     | Стрелци | Бирош 6  | Ајндховен Гледалаца: 2.000 Судије: Периш ХРВ, Александреску РУМ |

### Финале
| 29. јануар 2012. 15:30 | Детаљи | Србија                                       | 9 : 8   | Црна Гора | Ајндховен Гледалаца: 2.300 Судије: Гомез ИТА, Ставридис ГРЧ |
| 29. јануар 2012. 15:30 | Детаљи | Резултати по четвртинама: 1-1, 2-3, 3-1, 3-3 |         |           | Ајндховен Гледалаца: 2.300 Судије: Гомез ИТА, Ставридис ГРЧ |
| 29. јануар 2012. 15:30 | Детаљи | Митровић, Удовичић 2                         | Стрелци | Радовић 3 | Ајндховен Гледалаца: 2.300 Судије: Гомез ИТА, Ставридис ГРЧ |

## Листа стрелаца
1. Сандро Сукно 24
2. Млађан Јановић 20
3. Андреас Миралис 20
4. Фелипе Пероне 17
5. Козмин Раду 17
6. Гергељ Киш 16
7. Петер Бирош 15
8. Гиљермо Молина 15
9. Душко Пијетловић 15
10. Марк Полице 15
11. Вања Удовичић 15
12. Алекс Ђорђети 14
13. Маро Јоковић 14
14. Пјетро Фиљоли 13
15. Мирослав Ранџић 13
16. Ларс Готмакер 13
17. Кристијан Прешути 13
18. Денеш Варга 13
19. Матео Ајкарди 12
20. Валентино Гало 12
21. Мориц Елер 12
22. Александар Ивовић 12